# 500 kilomètres de Donington FIA GT 2003
Navigation
Édition précédente Édition suivante
Les 500 kilomètres de Donington 2003 FIA GT, disputées le 29 juin 2003 sur le circuit de Donington, sont la cinquième manche du championnat FIA GT 2003.

## Course

### Classement de la course
Classement à l'issue de la course (vainqueurs de catégorie en gras), :
| Pos.   | Catégorie | N° | Écurie                                    | Pilotes                                              | Châssis                   | Pneus | Tours |
| Pos.   | Catégorie | N° | Écurie                                    | Pilotes                                              | Moteur                    | Pneus | Tours |
| ------ | --------- | -- | ----------------------------------------- | ---------------------------------------------------- | ------------------------- | ----- | ----- |
| 1      | GT        | 23 | BMS Scuderia Italia                       | Matteo Bobbi Thomas Biagi                            | Ferrari 550-GTS Maranello | M     | 112   |
| 1      | GT        | 23 | BMS Scuderia Italia                       | Matteo Bobbi Thomas Biagi                            | Ferrari 5.9L V12          | M     | 112   |
| 2      | GT        | 21 | Care Racing BMS Scuderia Italia           | Stefano Livio Lilian Bryner Enzo Calderari           | Ferrari 550-GTS Maranello | M     | 111   |
| 2      | GT        | 21 | Care Racing BMS Scuderia Italia           | Stefano Livio Lilian Bryner Enzo Calderari           | Ferrari 5.9L V12          | M     | 111   |
| 3      | GT        | 4  | Force One Racing Festina                  | Philippe Alliot David Hallyday Steve Zacchia         | Chrysler Viper GTS-R      | P     | 111   |
| 3      | GT        | 4  | Force One Racing Festina                  | Philippe Alliot David Hallyday Steve Zacchia         | Chrysler 8.0L V10         | P     | 111   |
| 4      | GT        | 7  | Graham Nash Motorsport                    | Mike Newton Thomas Erdos                             | Saleen S7-R               | D     | 110   |
| 4      | GT        | 7  | Graham Nash Motorsport                    | Mike Newton Thomas Erdos                             | Ford 7.0L V8              | D     | 110   |
| 5      | GT        | 6  | Creation Autosportif                      | Bobby Verdon-Roe Marco Zadra                         | Lister Storm              | D     | 110   |
| 5      | GT        | 6  | Creation Autosportif                      | Bobby Verdon-Roe Marco Zadra                         | Jaguar 7.0L V12           | D     | 110   |
| 6      | N-GT      | 50 | Freisinger Motorsport                     | Marc Lieb Stéphane Ortelli                           | Porsche 911 GT3-RS        | D     | 109   |
| 6      | N-GT      | 50 | Freisinger Motorsport                     | Marc Lieb Stéphane Ortelli                           | Porsche 3.6L Flat-6       | D     | 109   |
| 7      | GT        | 2  | Konrad Motorsport                         | Franz Konrad Toni Seiler Jean-Marc Gounon            | Saleen S7-R               | D     | 109   |
| 7      | GT        | 2  | Konrad Motorsport                         | Franz Konrad Toni Seiler Jean-Marc Gounon            | Ford 7.0L V8              | D     | 109   |
| 8      | GT        | 11 | Roos Optima Racing Team                   | Henrik Roos Magnus Wallinder                         | Chrysler Viper GTS-R      | D     | 109   |
| 8      | GT        | 11 | Roos Optima Racing Team                   | Henrik Roos Magnus Wallinder                         | Chrysler 8.0L V10         | D     | 109   |
| 9      | N-GT      | 99 | RWS Yukos Motorsport                      | Johnny Mowlem Stéphane Daoudi                        | Porsche 911 GT3-R         | P     | 108   |
| 9      | N-GT      | 99 | RWS Yukos Motorsport                      | Johnny Mowlem Stéphane Daoudi                        | Porsche 3.6L Flat-6       | P     | 108   |
| 10     | N-GT      | 51 | Freisinger Motorsport                     | Bert Longin Gabriele Gardel                          | Porsche 911 GT3-RS        | D     | 108   |
| 10     | N-GT      | 51 | Freisinger Motorsport                     | Bert Longin Gabriele Gardel                          | Porsche 3.6L Flat-6       | D     | 108   |
| 11     | N-GT      | 75 | Team Eurotech                             | David Jones Godfrey Jones                            | Porsche 911 GT3-R         | D     | 107   |
| 11     | N-GT      | 75 | Team Eurotech                             | David Jones Godfrey Jones                            | Porsche 3.6L Flat-6       | D     | 107   |
| 12     | GT        | 22 | BMS Scuderia Italia                       | Fabrizio Gollin Luca Cappellari                      | Ferrari 550-GTS Maranello | M     | 107   |
| 12     | GT        | 22 | BMS Scuderia Italia                       | Fabrizio Gollin Luca Cappellari                      | Ferrari 5.9L V12          | M     | 107   |
| 13     | GT        | 15 | Lister Storm Racing                       | Andrea Piccini Jean-Denis Delétraz                   | Lister Storm              | D     | 106   |
| 13     | GT        | 15 | Lister Storm Racing                       | Andrea Piccini Jean-Denis Delétraz                   | Jaguar 7.0L V12           | D     | 106   |
| 14     | N-GT      | 88 | Team Maranello Concessionaires            | Tim Mullen Jamie Davies                              | Ferrari 360 Modena GT     | D     | 106   |
| 14     | N-GT      | 88 | Team Maranello Concessionaires            | Tim Mullen Jamie Davies                              | Ferrari 3.6L V8           | D     | 106   |
| 15     | N-GT      | 80 | Veloqx Motorsport                         | Guy Smith Andrew Kirkaldy                            | Ferrari 360 Modena GT     | D     | 106   |
| 15     | N-GT      | 80 | Veloqx Motorsport                         | Guy Smith Andrew Kirkaldy                            | Ferrari 3.6L V8           | D     | 106   |
| 16     | N-GT      | 77 | RWS Yukos Motorsport                      | Nikolai Fomenko Alexey Vasilyev                      | Porsche 911 GT3-RS        | P     | 105   |
| 16     | N-GT      | 77 | RWS Yukos Motorsport                      | Nikolai Fomenko Alexey Vasilyev                      | Porsche 3.6L Flat-6       | P     | 105   |
| 17     | N-GT      | 53 | JMB Racing                                | Antoine Gosse Peter Kutemann                         | Ferrari 360 Modena N-GT   | P     | 103   |
| 17     | N-GT      | 53 | JMB Racing                                | Antoine Gosse Peter Kutemann                         | Ferrari 3.6L V8           | P     | 103   |
| 18     | GT        | 9  | JMB Racing                                | Philipp Peter Fabio Babini                           | Ferrari 550 Maranello     | P     | 101   |
| 18     | GT        | 9  | JMB Racing                                | Philipp Peter Fabio Babini                           | Ferrari 6.0L V12          | P     | 101   |
| 19     | N-GT      | 61 | EMKA Racing                               | Emmanuel Collard Tim Sugden                          | Porsche 911 GT3-R         | D     | 100   |
| 19     | N-GT      | 61 | EMKA Racing                               | Emmanuel Collard Tim Sugden                          | Porsche 3.6L Flat-6       | D     | 100   |
| 20     | N-GT      | 69 | Proton Competition                        | Christian Ried Gerold Ried Maciej Marcinkiewicz      | Porsche 911 GT3-RS        | D     | 86    |
| 20     | N-GT      | 69 | Proton Competition                        | Christian Ried Gerold Ried Maciej Marcinkiewicz      | Porsche 3.6L Flat-6       | D     | 86    |
| 21     | GT        | 10 | JMB Racing                                | Boris Derichebourg David Terrien Christian Pescatori | Ferrari 550 Maranello     | P     | 82    |
| 21     | GT        | 10 | JMB Racing                                | Boris Derichebourg David Terrien Christian Pescatori | Ferrari 6.0L V12          | P     | 82    |
| 22 NC  | GT        | 16 | Wieth Racing                              | Wolfgang Kaufmann Vittorio Zoboli                    | Ferrari 550 Maranello     | D     | 58    |
| 22 NC  | GT        | 16 | Wieth Racing                              | Wolfgang Kaufmann Vittorio Zoboli                    | Ferrari 6.0L V12          | D     | 58    |
| 23 DNF | N-GT      | 52 | JMB Racing                                | Andrea Bertolini Fabrizio de Simone                  | Ferrari 360 Modena GT     | P     | 74    |
| 23 DNF | N-GT      | 52 | JMB Racing                                | Andrea Bertolini Fabrizio de Simone                  | Ferrari 3.6L V8           | P     | 74    |
| 24 DNF | GT        | 14 | Lister Storm Racing                       | Jamie Campbell-Walter Nathan Kinch Tom Coronel       | Lister Storm              | D     | 50    |
| 24 DNF | GT        | 14 | Lister Storm Racing                       | Jamie Campbell-Walter Nathan Kinch Tom Coronel       | Jaguar 7.0L V12           | D     | 50    |
| 25 DNF | N-GT      | 74 | Team Eurotech                             | Mike Jordan Mark Sumpter                             | Porsche 911 GT3-RS        | D     | 42    |
| 25 DNF | N-GT      | 74 | Team Eurotech                             | Mike Jordan Mark Sumpter                             | Porsche 3.6L Flat-6       | D     | 42    |
| 26 DNF | N-GT      | 89 | Team Maranello Concessionaires            | Darren Turner Kelvin Burt                            | Ferrari 360 Modena N-GT   | D     | 37    |
| 26 DNF | N-GT      | 89 | Team Maranello Concessionaires            | Darren Turner Kelvin Burt                            | Ferrari 3.6L V8           | D     | 37    |
| 27 DNF | GT        | 5  | Force One Racing Festina Carsport Holland | Mike Hezemans Anthony Kumpen                         | Chrysler Viper GTS-R      | P     | 26    |
| 27 DNF | GT        | 5  | Force One Racing Festina Carsport Holland | Mike Hezemans Anthony Kumpen                         | Chrysler 8.0L V10         | P     | 26    |
| DSQ    | GT        | 18 | Zwaan's Racing                            | Arjan van der Zwaan Rob van der Zwaan Klaus Abbelen  | Chrysler Viper GTS-R      | D     | 111   |
| DSQ    | GT        | 18 | Zwaan's Racing                            | Arjan van der Zwaan Rob van der Zwaan Klaus Abbelen  | Chrysler 8.0L V10         | D     | 111   |
| DNS    | GT        | 8  | Graham Nash Motorsport                    | Miguel Ramos Ni Amorim Pedro Chaves                  | Saleen S7-R               | D     | –     |
| DNS    | GT        | 8  | Graham Nash Motorsport                    | Miguel Ramos Ni Amorim Pedro Chaves                  | Ford 7.0L V8              | D     | –     |